# Straßenlauf-Weltmeisterschaften 2007
Die 2. Straßenlauf-Weltmeisterschaften (offiziell: 2nd IAAF World Running Championships Udine 2007) wurden am 14. Oktober 2007 in der italienischen Stadt Udine über die Halbmarathon-distanz (21,0975 km) ausgetragen. Das Rennen der Männer wurde um 10:30 Uhr, das Rennen der Frauen um 12:00 Uhr gestartet.
Die Strecke bestand aus einer kleinen Geraden im Startbereich und einem dreimal zu durchlaufenden Rundkurs im Zentrum von Udine, mit einer Differenz von 8 Metern zwischen dem tiefsten und dem höchsten Punkt. Start und Ziel waren auf der Piazza Primo Maggio.
Neben den Einzelwertungen gab es Teamwertungen, in die alle Länder einbezogen wurden, aus denen mindestens drei Läufer bzw. Läuferinnen das Ziel erreicht hatten. Für die Wertung wurden die drei besten Zeiten der Athleten des jeweiligen Landes addiert.
Sowohl der Eritreer Zersenay Tadese wie auch die Niederländerin Lornah Kiplagat verteidigten ihre Titel von den Straßenlauf-Weltmeisterschaften 2006. Kiplagat stellte dabei nicht nur mit 1:06:25 h einen Weltrekord im Halbmarathon auf, sie verbesserte auch mit ihrer 20-Kilometer-Zwischenzeit von 1:02:57 h ihren eigenen Weltrekord aus dem Vorjahr über diese Distanz.

## Ergebnisse

### Männer

#### Einzelwertung
| Platz | Athlet                 | Land | Zeit (min/h) |
| ----- | ---------------------- | ---- | ------------ |
| 1     | Zersenay Tadese        | ERI  | 058:59 (PB)  |
| 2     | Patrick Makau Musyoki  | KEN  | 059:02       |
| 3     | Evans Kiprop Cheruiyot | KEN  | 059:05 (PB)  |
| 4     | Deriba Merga           | ETH  | 059:16 (PB)  |
| 5     | Yonas Kifle            | ERI  | 059:30 (PB)  |
| 6     | Dieudonné Disi         | RWA  | 059:32 (NR)  |
| 7     | Marílson dos Santos    | BRA  | 059:33 (AR)  |
| 8     | Dickson Marwa          | TAN  | 1:00:24 (PB) |

Von 85 gemeldeten Athleten gingen 82 an den Start und beendeten 79 das Rennen. Atsushi Satō aus Japan (Platz 9) stellte mit 1:00:25 h einen Asienrekord auf. Des Weiteren wurden nationale Rekorde von Cuthbert Nyasango aus Simbabwe (Platz 10, 1:00:26 h), Ali Dawoud Sedam aus Katar (Platz 14, 1:00:39 h), Nicholas Kiprono aus Uganda (Platz 17, 1:00:57 h) und Günther Weidlinger aus Österreich (Platz 23, 1:01:42 h) erzielt.
Weitere Platzierungen von Teilnehmern aus dem deutschsprachigen Raum:
- 61: Martin Pröll (AUT), 1:04:32 h (PB)
- 65: Markus Hohenwarter (AUT), 1:04:45 h (PB)
- 69: Christian Pflügl (AUT), 1:06:26 h (PB)

#### Teamwertung
| Platz | Land und Athleten                                                                            | Zeit (h)                       |
| ----- | -------------------------------------------------------------------------------------------- | ------------------------------ |
| 1     | Kenia Patrick Makau Musyoki (2.) Evans Kiprop Cheruiyot (3.) Robert Kipkorir Kipchumba (15.) | 2:58:54 059:02 059:05 1:00:47  |
| 2     | Eritrea Zersenay Tadese (1.) Yonas Kifle (5.) Michael Tesfay (13.)                           | 2:59:08 058:59 059:30 1:00:39  |
| 3     | Äthiopien Deriba Merga (4.) Raji Assefa (12.) Tariku Jufar (18.)                             | 3:01:15 059:16 1:00:31 1:01:28 |

Insgesamt wurden 17 Teams gewertet. Die österreichische Mannschaft (Günther Weidlinger, Martin Pröll und Markus Hohenwarter) belegte den zwölften Platz mit einer Gesamtzeit von 3:10:59 h.

### Frauen

#### Einzelwertung
| Platz | Athletin                | Land | Zeit (h)     |
| ----- | ----------------------- | ---- | ------------ |
| 1     | Lornah Kiplagat         | NED  | 1:06:25 (WR) |
| 2     | Mary Jepkosgei Keitany  | KEN  | 1:06:48 (NR) |
| 3     | Pamela Chepchumba       | KEN  | 1:08:06 (PB) |
| 4     | Bezunesh Bekele         | ETH  | 1:08:07 (NR) |
| 5     | Atsede Habtamu          | ETH  | 1:08:29      |
| 6     | Everline Kemunto Kimwei | KEN  | 1:08:39 (PB) |
| 7     | Chisato Osaki           | JPN  | 1:08:56 (PB) |
| 8     | Luminița Talpoș         | ROU  | 1:09:01 (PB) |

Von 67 gemeldeten Athletinnen gingen 66 an den Start und erreichten 56 das Ziel. Nationale Rekorde wurden erzielt von Furtuna Zegergish aus Eritrea (Platz 21, 1:11:03 h), Angeline Nyiransabimana aus Ruanda (Platz 31, 1:12:44 h), Lucia Kimani aus Bosnien und Herzegowina (Platz 36, 1:12:55 h) und Shermin Lasaldo aus Trinidad und Tobago (Platz 54, 1:25:37 h).

#### Teamwertung
| Platz | Land und Athletinnen                                                                  | Zeit (h)                        |
| ----- | ------------------------------------------------------------------------------------- | ------------------------------- |
| 1     | Kenia Mary Jepkosgei Keitany (2.) Pamela Chepchumba (3.) Everline Kemunto Kimwei (6.) | 3:23:33 1:06:48 1:08:06 1:08:39 |
| 2     | Äthiopien Bezunesh Bekele (4.) Atsede Habtamu (5.) Atsede Baysa (11.)                 | 3:25:51 1:08:07 1:08:29 1:09:15 |
| 3     | Japan Chisato Osaki (7.) Akane Taira (12.) Yoshimi Ozaki (13.)                        | 3:27:39 1:08:56 1:09:17 1:09:26 |

Insgesamt wurden acht Teams gewertet.

## Abkürzungen
- WR = Weltrekord
- AR = Kontinentrekord (area record)
- NR = nationaler Rekord
- PB = persönliche Bestleistung